# Joseph Pétermann
Pour les articles homonymes, voir Petermann.
Joseph Pétermann est un industriel suisse né à Courgenay en 1869 et décédé à Moutier en 1935, fondateur de la société anonyme Joseph Pétermann.

## Biographie
Adolescent, Joseph Pétermann apprend le métier de boulanger, puis bifurque vers un apprentissage de mécanicien à la Société Industrielle de Moutier. Pour fonder sa société, Joseph Pétermann s'associe  avec Jules Colomb en 1902, puis à  André Bechler. La société se transforme rapidement et en 1904 Jules Colomb se retire. En 1914, Bechler et Pétermann se séparent. André Bechler crée alors une société indépendante.
La société Joseph Pétermann a connu un développement important avec ses tours automatiques à poupée mobile. Par ailleurs, elle a souvent été considérée comme un exemple de rationalisation inspirée à la fois du taylorisme et du fordisme. Les exportations se sont étendues en Europe, aux Amériques et en Asie. En 1968, la société de Joseph Pétermann a été rachetée par la société Tornos.
Joseph Pétermann a  montré des intérêts divers, autres que le développement de sa société, il a été conseiller municipal, président de la fanfare de Moutier, membre de la commission de l'Hôpital et membre de l'Asile des Vieillards. Il avait aussi acquis en 1917, une ferme à Moutier, « la Solitude », qu'il a agrandie, transformée et modernisée.